# ماديسون يانغ
ماديسون يونغ (بالإنجليزية: Madison Young)، هي صانعة أفلام أمريكية، وكاتبة، وفنانة أدائية، وناشطة نسوية، ومؤدية سابقة في الأفلام الموجهة للبالغين، كما أنها مخرجة أفلام إباحية حائزة على جوائز. تُعد يونغ شخصية بارزة في حركة "الإباحية النسوية"، وقد اشتهرت بعملها كمدربة تركز على قضايا الكوير (المثليين والمتحولين) والثقافات الجنسية غير التقليدية، إضافة إلى نشاطها في الدفاع عن حقوق العاملين في مجال الجنس.
تشغل يونغ منصب المنتج التنفيذي والمخرجة ومقدمة البرامج في السلسلة الوثائقية الأصلية "سابميشن بوسيبل"، التي عُرضت لأول مرة على قناة ريفري عام 2020، كما تشارك في تقديم وإنتاج بودكاست "واش يور ماوث آوت" (اغسل فمك)، الذي يُعنى بقضايا التربية من منظور نسوي.

## روابط خارجية
- ماديسون يانغ على موقع IMDb (الإنجليزية)
- ماديسون يانغ على موقع قاعدة بيانات الفيلم (الإنجليزية)